# 4994 Kisala
4994 Kisala је астероид главног астероидног појаса чија средња удаљеност од Сунца износи 2,910 астрономских јединица (АЈ).
Апсолутна магнитуда астероида је 13,3.